# Xerophaeus perversus
Xerophaeus perversus är en spindelart som beskrevs av William Frederick Purcell 1923. Xerophaeus perversus ingår i släktet Xerophaeus och familjen plattbuksspindlar. Inga underarter finns listade i Catalogue of Life.